# Eclipse solar del 8 de abril de 2005
Un eclipse total de sol ocurrió en el nodo ascendente de la Luna el 8 de abril de 2005. Fue visible en una estrecha zona del Océano Pacífico. La trayectoria del eclipse comenzó al sur de Nueva Zelanda y cruzó el Océano Pacífico en una trayectoria diagonal y terminó en el extremo noroeste de América del Sur . El eclipse solar no fue visible en tierra firme de manera total, mientras que el eclipse solar anular fue visible en el extremo sur de la provincia de Puntarenas en Costa Rica, Panamá, Colombia y Venezuela.
Un eclipse solar ocurre cuando la Luna pasa entre la Tierra y el Sol, oscureciendo total o parcialmente la imagen del Sol para un espectador en la Tierra. Un eclipse solar total ocurre cuando el diámetro aparente de la Luna es mayor que el del Sol, bloquea toda la luz solar directa y convierte el día en oscuridad. La totalidad ocurre en un camino estrecho a través de la superficie de la Tierra, con el eclipse solar parcial visible en una región circundante de miles de kilómetros de ancho. Este eclipse es un evento híbrido, un eclipse total estrecho y comienza y termina como un eclipse anular.[cita requerida]

## Características
Este eclipse comenzó como anular, fue total durante la mayor parte de su recorrido y volvió a anular hacia el final. Fue un eclipse híbrido ATA anular-total-anular.
Es parte de una serie (el Saros 129) cuyos eclipses está cambiando en nuestro tiempo, de anulares a totales. El primer eclipse híbrido de esta serie fue el eclipse híbrido anterior, el del 29 de marzo de 1987; el próximo eclipse homólogo, el del 20 de abril de 2023, será el último híbrido de esta serie. Desde entonces, tendremos eclipses totales, como el del 30 de abril de 2041.
Su inicio como anular fue a las 18:54 UTC (en el este de Nueva Zelanda, 46°57′S 175°22′E / -46.950, 175.367). Su inicio como total fue a las 19:08 UTC, 2200 kilómetros al sur de Tahití, 38°15′S 150°43′O / -38.250, -150.717).
Finalizó como eclipse total a las 21:59 UTC (800 kilómetros al oeste de Costa Rica, 7°00′N 91°53′O / 7.000, -91.883 y como anular a las 22:18 UTC en Venezuela 7°51′N 65°16′O / 7.850, -65.267.

## Galería

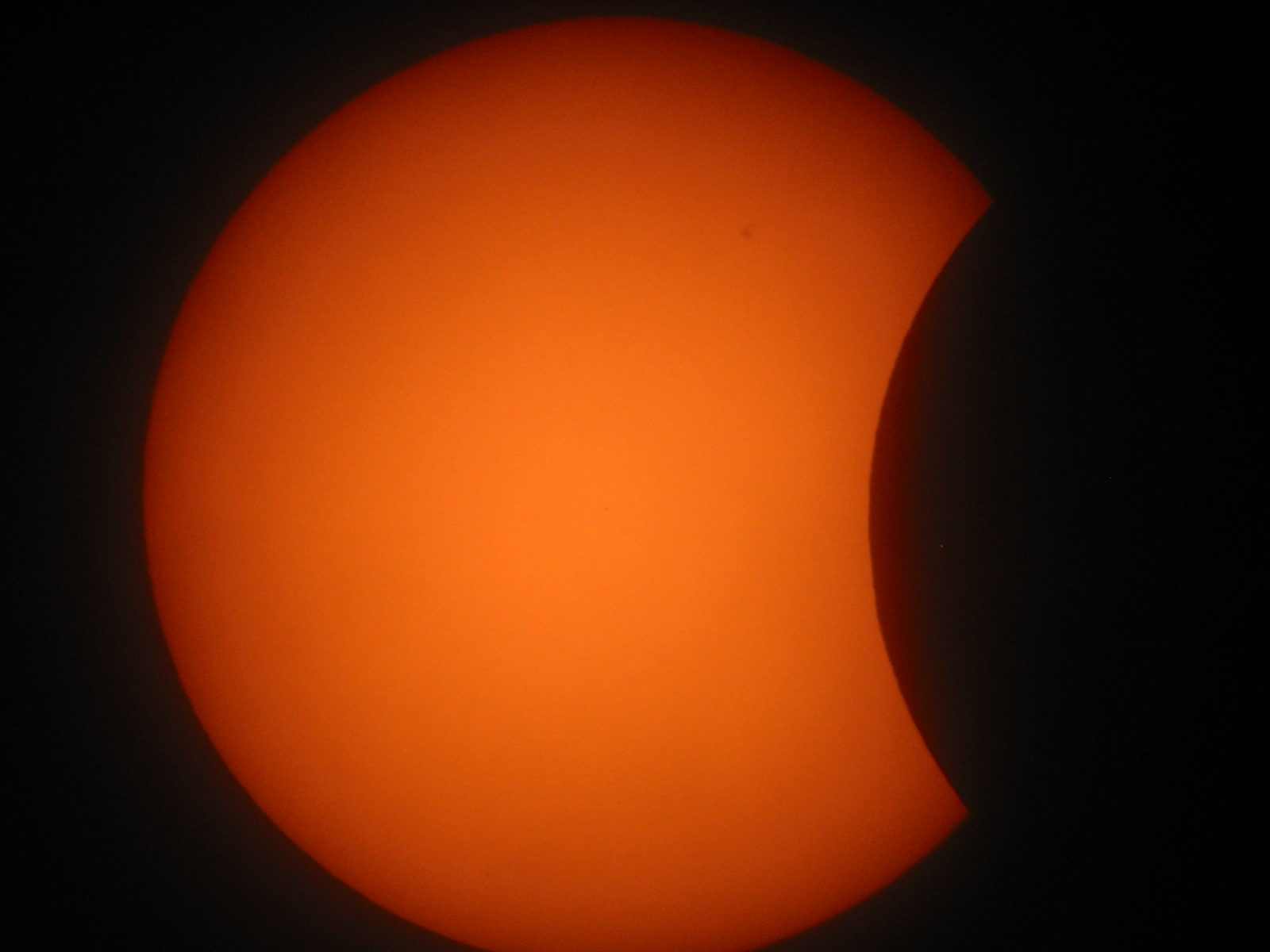
Christchurch, Nueva Zelanda al amanecer.
Recorrido animado.

## Eventos relacionados
- Un eclipse lunar penumbral del 24 de abril de 2005
- Un eclipse solar anular el 3 de octubre de 2005
- Un eclipse lunar parcial del 17 de octubre de 2005

### Tzolkinex
- Precedido: Eclipse solar del 26 de febrero de 1998
- Seguido: eclipse solar del 20 de mayo de 2012

### Half-Saros
- Precedido: eclipse lunar del 4 de abril de 1996
- Seguido: eclipse lunar del 15 de abril de 2014

### Tritos
- Precedido: Eclipse solar del 10 de mayo de 1994
- Seguido: Eclipse solar del 9 de marzo de 2016

### Solar Saros 129
- Precedido: Eclipse solar del 29 de marzo de 1987
- Seguido: eclipse solar del 20 de abril de 2023

### Inex
- Precedido: Eclipse solar del 29 de abril de 1976
- Seguido: eclipse solar del 20 de marzo de 2034

### Eclipses solares 2004-2007
Este eclipse es miembro de una serie semestral. Un eclipse en una serie semestral de eclipses solares se repite aproximadamente cada 177 días y 4 horas (un semestre) en nodos alternos de la órbita de la Luna.